# Мостовское сельское поселение (Бурятия)
Се́льское поселе́ние «Мостовское» (бур. Мостовкын hомон) — муниципальное образование в Прибайкальском районе Бурятии Российской Федерации.
Административный центр — село Мостовка.

## История
Статус и границы сельского поселения установлены Законом Республики Бурятия от 31 декабря 2004 года № 985-III «Об установлении границ, образовании и наделении статусом муниципальных образований в Республике Бурятия»

## Население
| 2011 | 2012  | 2013  | 2014  | 2015  | 2016 | 2017 |
| ---- | ----- | ----- | ----- | ----- | ---- | ---- |
| 1047 | ↘1021 | ↗1029 | ↘1024 | ↘1019 | ↘985 | ↘955 |
| 2018 | 2019  | 2020  | 2021  | 2023  | 2024 |      |
| ↘954 | ↘937  | ↘904  | ↗948  | ↘929  | ↗932 |      |

## Состав сельского поселения
| № | Населённый пункт | Тип населённого пункта       | Население |
| - | ---------------- | ---------------------------- | --------- |
| 1 | Мостовка         | село, административный центр | ↘889      |
| 2 | Таловка          | село                         | ↘161      |